# 陳喬兒
陳喬兒（1986年11月8日—），本名陳沙沙，舊藝名小紅莓姐姐，台灣女演員，台灣台北人，曾為臺灣MOMO親子台的兒童節目主持人及MOMO家族成員。

## 生平
曾參加MOMO家族生力軍徵選活動。曾擔任MOMO歡樂谷主持人。

## 戲劇

### 電視劇
- 三立台灣台
  - 2014年《世間情》飾:丁小愛
  - 2015年《甘味人生》飾:章瓊珠
  - 2017年《一家人》飾:愛吃咪（客串）
  - 2018年《金家好媳婦》飾:林夏晴
  - 2018年 戲說台灣《樹王公報恩》飾:陳玉嬌
  - 2019年 戲說台灣《艋舺田都元帥》飾:周翠蓮
  - 2021年 戲說台灣《毛蟹穴奇冤》飾:方文彩
  - 2021年 戲說台灣《白蓮聖母》飾:李雪蓮

- 民視
  - 2014年《廉政英雄》
第二十六單元：分身 飾:林國樑的妹妹
  - 2015年《嫁妝》飾:酒店小姐

- 台視
  - 2017年《牡丹花開》飾:紫蓮仙姑

## 外部連結
- 陳喬兒的Facebook專頁